# نورت هارمونی (نیویورک)
نورت هارمونی (به انگلیسی: North Harmony) یک منطقهٔ مسکونی در ایالات متحده آمریکا است که در شهرستان چاتاکوآ، نیویورک واقع شده‌است. نورت هارمونی ۱۰۹٫۱۸ کیلومتر مربع مساحت و ۲٬۲۶۷ نفر جمعیت دارد و ۴۴۹ متر بالاتر از سطح دریا واقع شده‌است.